# 우수 의약품 제조 및 품질관리 기준
우수 의약품 제조 및 품질관리 기준(Good manufacturing practices: GMP)이란 식품, 의약품, 화장품 및 의료기기 등의 제조·판매를 위해 인허가 기관에서 요구하는 품질 관리 기준으로서, 해당 제조업자들이 사용목적에 맞게 제품을 제조함에 있어서 일관성있는 품질수준을 유지하기 위해 필요한 최소한의 기준을 제공한다. 산업분야에 따라 요구 수준은 달라질 수 있겠으나, GMP의 공통된 목표는 제품으로부터 발생할 수 있는 피해로부터 최종 소비자를 보호하는 것에 있다. 이는 최종 생산물이 오염되지 않고, 제조에 일관성이 있으며, 제조과정이 잘 문서화 되고, 담당자들은 필요한 교육을 잘 받았고, 또한 품질에 대한 확인이 생산의 마지막 단계 외에서도 이루어지고 있다는 것을 보장해야 한다는 것을 의미한다. GMP는 대개 품질경영시스템(QMS)를 효과적으로 사용함으로서 달성할 수 있다.

## GMP 가이드라인
GMP 가이드라인은 사람이 사용하기에 안전한 제품생산을 보장하기 위해 제조, 실험, 품질보증에 대한 가이드를 제공하며, 여러 국가는 제조업자들이 따라야 할 GMP 절차를 법제화하고 있다.
가이드라인은 다음의 원칙을 따른다.
- 제조시설은 깨끗하고 위생적인 제조환경을 유지해야 한다.
- 제조시설은 불순물에서 알러지 유발 항원에 이르기까지 제품의 사용을 안전하지 않게 만들 수 있는 오염을 방지하도록 통제된 환경 조건을 유지해야 한다.
- 제조공정은 명료하게 정의되고 통제되어야 한다. 모든 주요 공정은 일관성을 보장하고 기준(specifications)에 부합하기 위해 검증(validation)된다.
- 제조공정은 통제되고 공정에 대한 어떤 변경도 평가되어야 한다. 의약품의 품질에 영향을 미치는 변경은 필요에 따라 검증된다.
- 설명과 절차는 명확하고 모호하지 않은 언어로 Good Documentation Practices (GDP) 원칙에 따라 작성되어야 한다.
- 작업자들은 작업 수행과 문서절차에 관한 교육을 이수해야 한다.
- 제조 과정은 수기 혹은 컴퓨터로 기록되어야 한다. 기록은 정해진 절차와 지시에 따라 요구되는 단계가 제조과정에서 실제로 이루어졌으며, 계획된 품질의 식품과 약품이 계획된 수량만큼 생산되었음을 증명해야 한다. 일탈은 조사되고 문서화되어야 한다.
- 제조 기록은 배치 이력 전체를 확인할 수 있도록 알기쉽고 사용가능한 양식에 보관되어야 한다.
- 유통과정에서 제품 품질에 미칠 영향은 최소화해야 한다.
- 판매나 공급된 배치의 리콜을 위한 시스템이 준비되어야 한다.
- 출시된 제품에 대한 불만사항을 검토하고, 품질 결함의 원인을 조사하며, 결함있는 제품에 대한 적절한 대책을 강구하고 재발방지를 위해 조치를 취해야 한다.

즉, GMP는 양질의 제품을 생산하는 것뿐만 아니라 소비자의 건강보호라는 목표 달성을 위해 권장되는 제조의 기준이다. 미국에서는 식품이나 의약품이 제품규격서대로 생산되었다고 하더라도 제조시설이나 환경이 cGMP 가이드라인에 부합하지 않는 경우 불량품으로(adulterated) 간주될 수 있다.
GMP 가이드라인은 제품을 제조하는 방법을 지시하는 것이 아니고, 제조하는 동안 지켜져야 할 일련의 일반 원칙을 제시한다. 따라서 회사가 품질 프로그램이나 제조 절차를 준비할 때 GMP 조건을 충족시킬 방법은 매우 다양할 수 있다. 사업상 필요와 규제 당국의 요건에 부합하기 위해 가장 효율적이고 효과적인 품질 공정을 결정하는 것은 회사의 책임인 것이다.

## 도입배경[2]
위에서 살펴본 바와 같이 GMP는 제품뿐만 아니라 제조 과정까지 관리의 대상으로 삼는데, 이는 제품의 질 외에도 소비자의 건강 보호를 목표로 하기 때문이다. 그리고 이러한 GMP의 성립과 그 발전은 지난 역사 속에서 제품의 사용자들에게 발생하였던 비극적인 사건들과 깊은 관계가 있다.

### 탈리도마이드 사건
탈리도마이드는 1950년대 후반부터 1960년대까지 임산부들의 입덧 방지용으로 판매된 약으로, 각종 동물 실험에서 부작용이 거의 드러나지 않아 유럽에서 많은 인기를 얻었다. 그러나 이 약을 복용한 임산부들이 사지가 짧아지는 기형을 가진 기형아를 출산하면서 판매가 중지되었다. 미국에는 17건에 그쳤으나 유럽에서만 만여 건의 사례가 발견되었던 이 비극적 사건에 대해서 여론이 동요하였고 보다 엄격한 기준을 적용한 입법화가 진행되었다. 1963년 미국 식품의약국(FDA)은 세계 최초로 GMP 기준을 제정·공포하였다. 이에 따라 제품은 안전할 뿐만 아니라 의도했던 사용목적에 부합하는 효능이 있어야 했고, 의약품은 임상 단계에서 동물실험을 진행한 후 인체시험을 하고, 의약품에 대한 조사가 필요한 경우 당국에 고지하게 되었다. 제조사는 시장에 출시되기 전에 제대로 기능함을 증명하고, 출시된 제품의 사용에서 발생한 예상치 못한 피해(이상반응)에 대해 보고해야 했다.
1970년대는 제품규제 규정의 분수령이 되는 시기이다. 1978년 의약품 GMP인 미연방규정집(Code of Federal Regulations) 타이틀 21 Part 210과 211 (21 CFR Part 210, 211) 그리고 의료기기에 대한 GMP 21 CFR 820이 최종 확정되었다. 1979년에는 비임상시험관리기준 (Good Laboratory Practice: GLP)가 규정되었다.

### 시카고 타이레놀 살인 사건
1982년 12세 소녀 메리 켈러만이 감기 기운을 느끼고 엑스트라 스트렝스 타이레놀 아세트아미노펜 켑슐을 복용한 후 몇 시간 안에 사망하는 사건이 발생했다. 이 외에도 해당 제품을 복용한 여섯명의 사람들이 사망하였고, 제조사인 존슨앤드존슨은 전국적으로 삼천 백만병의 타이레놀을 리콜하였다. 조사 결과 누군가 시카고 도시권 지역에서 소매로 판매중인 제품에 사이안화 칼륨을 주입한 것으로 밝혀졌다. FDA는 모든 일반의약품에 부정조작방지포장을 도입하였고 이를 GMP에 포함시켰다. 이 비극적인 사건을 겪으며 업계는 GMP 교육을 통해 직원이 적절히 교육받고 관리된다는 것을 보장하는 것 외에도, 살인자들이 제품을 가지고 대중에게 어떻게 피해를 입힐 수 있다는 것에 대해서도 고려하기 시작했다. FDA는 강화된 의약품 제조 및 품질관리 기준(선진GMP, cGMP)에 대한 해석에 많은 영향을 미칠 일련의 지침서들을 발행하였다. 그 중 한 예가 1983년에 발행된 의약품 공정의 컴퓨터 시스템에 대한 실사 지침(Guide to Inspection of Computerized Systems in Drug Processing)이다. 이후 1987년 공정 밸리데이션의 일반 원칙에 관한 가이드라인(Guideline on General Principles of Process Validation)이 발행되었다. 이는 법적 구속력이 있는 문서는 아니었으나 컴퓨터 시스템의 업계 사용 확장에 대한 규제당국의 전망을 반영했다.

### L-트립토판 사건
1989년 미국에서 식이보조제를 먹고 백혈구가 증가하고 근육통이 발생하는 호산구증가근육통증후군(Eosinophilia-myalgia syndrome: EMS)이 발생하였으며 미국 질병관리센터는 최소 38명의 사망자를 포함하여 1,500명 이상의 환자가 발생하였다고 확인하였다. 규제 당국의 역학 조사에서 EMS 발생 중 95%가 쇼와덴코에서 공급된 L-트립토판(L-tryptophan)이라는 성분에서 유래한다는 것을 확인하였다. 그러나 1989년 사태 이전 혹은 이후에 동 회사의 L-트립토판을 복용했던 사람들에게는 EMS가 발생하지 않아 트립토판 자체의 문제보다 다른 오염 가능성에 중심을 두고 조사가 진행되었으나 오염원은 아직 밝혀지지 않았다.

공교롭게도 급속히 성장한 1980년대 국제적 무역 경향은 미국 제약업계에서도 관찰되어, 미국 내에서 생산되는 제품에 사용되는 원료의약품(APIs)의 약 70-80% 이상이 다른 국가로부터 수입되고 있었다. 큰 틀에서는 유사한 제조공정을 보이는 완제의약품과 달리 APIs는 합성, 발표 또는 추출 방식에 따라 제조방법이 전혀 다르기 때문에 완제의약품에 적용되는 GMP를 APIs에 그대로 적용하기에는 적절치 않았던 것이 사실이다. 또한 당시의 산업 기술 수준을 고려할 때, APIs의 수입원이 되는 다른 국가들은 미국에 비해 엄격한 기준을 갖지 않았기 때문에 품질수준에 대한 가이드가 필요했다. 이에 유럽연합과 함께 미국 등이 함께하는 의약품국제조화회의(ICH)는 2000년 원료의약품에 관한 GMP 가이드를 발표하였는데, 이것이 현재 API 제조의 표준이 된 ICH Q7이다.

1990년대에는 또한 의약품과 생물학적제제에 대한 GMP 개정이 이루어졌으며, 전자기록에 대한 규정(21 CFR Part 11)이 도입되며 의약품, 의료기기 및 생명공학 회사에서 사용되는 모든 데이터와 컴퓨터 시스템의 정확성과 안전성을 보장할 것이 요구되기 시작했다.

### 복제약 스캔들
1992년 일단의 복제약 제조 회사 임원들이 FDA 검토자에게 뇌물을 준 사건이 있었다. 해당 회사들은 복제약 대신 오리지널 약품을 실험하고 그 결과를 복제약 승인 심사에 제출하였다. 이로 인해 미 의회는 복제약품목허가신청(Abbreviated New Drug Application)에 있어서 발생한 불법행위에 대해 업계 추방 및 과태료를 물리는 법안인 복제약시행령(Generic Drug Enforcement Act of 1992)을 통과시켰다.

## 대한민국의 GMP

### 도입 및 발전
1963년 미국 FDA가 최초로 GMP 기준을 제정하고, 1969년에는 세계보건기구가 GMP를 발표하며 회원국에게 GMP제도 도입 및 의약품의 국제거래에 있어서 'GMP 증명제도' 실시를 권고하였다. 대한민국 정부는 의약품 제조에 있어 GMP의 중요성이 상승함에 따라, 1977년 GMP 기준을 제정·고시하였는데, 1977년 3월 15일 공포된 대한민국 보건사회부 예규 제373호, 「우수의약품 제조관리기준」(KGMP)가 그것이다. 이어 1978년 7월 보건사회부는 「KGMP 시행지침」을 발표하여 제조업소가 자율적으로 GMP를 실시하도록 권장하였다.

이후 제도의 세계적 발전 흐름에 부응하기 위해 GMP연구가 이루어졌으며, 성공적인 제도 도입과 정착을 위해 1984년 일본을 시발점으로 1992년까지 대만, 유럽, 미국에 조사단을 파견하였다. 동시에 정부, 학계 및 제약업계 인사로 이루어진 KGMP 평가위원회를 구성하여 1984년부터 국내 제약공장의 GMP 실시상황을 평가하였다. 보다 적극적인 GMP시행을 위해 권장사항이었던 KGMP실시를 의무사항으로 전환하여 1991년 12월 31일까지 KGMP 실시적격업소 지정을 완료하도록 전환하고 「우수의약품 제조관리기준」도 1992년「우수의약품 제조 및 품질관리기준」으로, 그리고 1994년 「의약품 제조 및 품질관리기준」으로 규정되었다.

### cGMP
c(Current)GMP (국내, 새GMP)는 제조자들이 최신의 기술과 시스템을 사용하여 GMP에 부합하는 제품을 생산해야 한다는 것을 의미한다. 제품의 오염이나 혼합, 실수 등을 방지하기 위해 20년 전에 구비한 시스템이나 장비보다 현재의 표준을 적용하는 것이 보다 적합할 것이기 때문이다. 이에 따라 밸리데이션(Validation)이 주요한 개념으로 부상한다. 밸리데이션이란 "특정한 공정, 방법, 기계설비 또는 시스템이 미리 설정되어 있는 판정기준에 맞는 결과를 일관되게 도출한다는 것을 검증하고 이를 문서화하는 것을 말한다."

2003년 식약청은 '21세기 국제경쟁력 확보를 위한 KGMP 기준의 선진모델에 관한 연구'라는 용역과제를 공모, 한국제약협회가 주관기관으로서 선진국 GMP수준의 모델을 작성하여 보고 하였다. 이를 통해 2008년 약사법 시행규칙 제24조 [별표 2]로 개정 GMP가 공포되었고, 이것이 밸리데이션이 최초로 포함된 새GMP가 되었다.

또한 2011년 식약청은 ICH Q7에 근거하여 「원료의약품 제조 및 품질관리 가이드라인」을 발표하였다. 완제의약품에서 원료의약품, 생물학적제제, 의료기기 등으로 관리범위를 확장하고 선진국 GMP와 동일 수준으로 국내 규정을 전면 개정 시행하면서, 2014년 대한민국은 상호실사협력을 위한 국제기구인 PIC/S 정식 회원이 되었다.

## 데이터 무결성
데이터 무결성(data integrity)은 데이터의 완전성과 일관성 및 정확성을 의미한다. 즉, 제조와 관련한 모든 데이터가 그 생성, 수정, 처리, 유지, 보관, 검색, 전송이라는 데이터의 라이프 사이클 전반에서 일단 생성되면 더 이상 임의로 조작하거나 삭제할 수 없고 지속적으로 잘 보관하고 관리되어 신뢰할만하고 정확하다는 것이다. 이는 ALCOA를 만족시켜야 한다.

### ALCOA
- Attributable (출처): 데이터를 작성한 사람, 날짜, 시각 등을 확인할 수 있어야 함.
- Legible (가독성): 데이터 항목을 읽고 이해할 수 있어야 함.
- Contemporaneous (동시성): 데이터는 활동이 이루어지는 당시에 기록되어야 함.
- Original (원본): 데이터는 최초 기록 또는 진본이어야 함.
- Accurate (정확성): 데이터는 일어난 일을 반영해야 함.

## 같이 보기
- 모범 사례
- 식품 안전